# Consensus Tigurinus

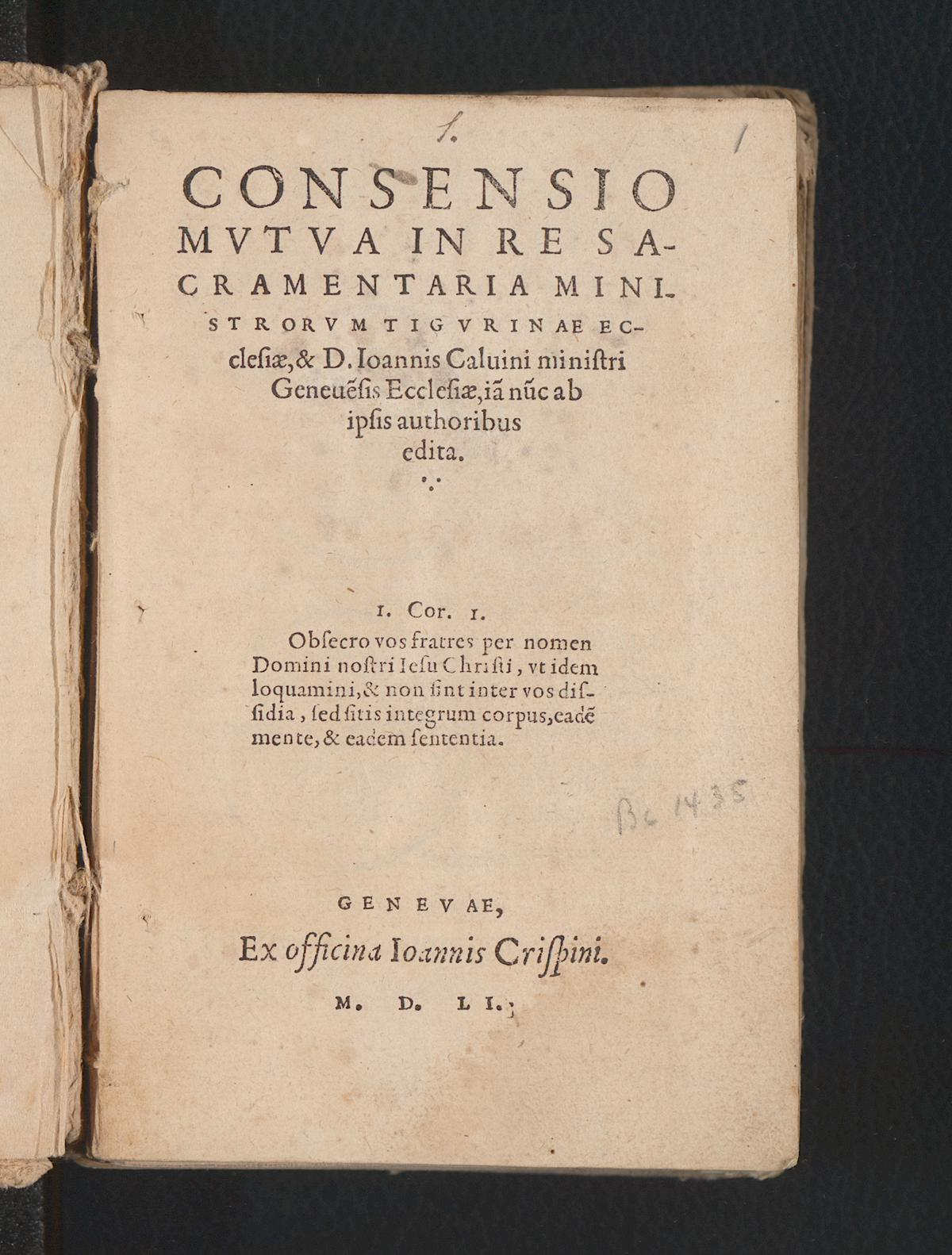
Strona tytułowa wydania genewskiego z 1551 r.

Konsensus zuryski (łac. Consensus Tigurinus) – protestancki dokument opracowany w 1549 roku przez Jana Kalwina i Heinricha Bullingera.
Dokument ten miał na celu zjednoczenie kościołów protestanckich w kwestii doktryny sakramentów, szczególnie Wieczerzy Pańskiej. Poglądy Kalwina plasowały się pomiędzy stanowiskami Lutra i Zwingliego. Kalwin starał się zjednoczyć elementy prawdy obu stron za pomocą nauki o rzeczywistej duchowej obecności Chrystusa. Pierwszy szkic dokumentu zawierał 24 artykuły i został napisany przez Kalwina w listopadzie 1548 r. Następnie został skomentowany przez Bullingera, który kontynuował tradycję zwingliańską.

## Treść
Ostatetczny dokument obejmował 26 artykułów dotyczących sakramentologii. Według Phillipa Shaffa, Kalwin i Bullinger zgadzali się, że:
„sakramenty same w sobie nie są skuteczne i nie udzielają łaski, ale że Bóg przez Ducha Świętego działa przez nie jako środki; że wewnętrzny skutek pojawia się tylko u wybranych; że dobro sakramentów polega na tym, że prowadzą nas do Chrystusa i są narzędziami łaski Bożej, która jest szczerze ofiarowana wszystkim; że w chrzcie otrzymujemy odpuszczenie grzechów, chociaż pochodzi ono przede wszystkim nie z chrztu, ale z krwi Chrystusa; że w Wieczerzy Pańskiej spożywamy i pijemy ciało i krew Chrystusa, nie za pośrednictwem cielesnej obecności ludzkiej natury Chrystusa, która jest w niebie, ale za pośrednictwem mocy Ducha Świętego i pobożnego wzniesienia naszej duszy do nieba.”

## Recepcja
Kalwin rozesłał dokument do kościołów w Szwajcarii, lecz synod w Bernie stanowczo sprzeciwiał się rygoryzmowi Kalwina. W maju 1549 roku Kalwin spotkał się w Zurychu z Williamem Farelem i Bullingerem, którzy zredagowali ostateczną wersję dokumentu, opublikowaną w Zurychu i Genewie w 1551 roku. Oryginał łaciński został przetłumaczony na język niemiecki przez Bullingera i na język francuski przez Kalwina.
Konsensus zuryski próbował połączyć doktrynę kalwińską i rozwiniętą doktrynę zwingliańską, sprzeciwiając się jednocześnie transsubstancjacji (poglądowi rzymskokatolickiemu) i unii sakramentalnej (poglądowi luterańskiemu). Konsensus został przyjęty przez kościoły w Zurychu, Genewie, Sankt Gallen, Szafuzie, Gryzonii, Neuchâtel i ostatecznie w Bazylei, co doprowadziło do wzajemnej zgody między nimi. Zostało ono „przyjaźnie przyjęte” we Francji i niektórych częściach Niemiec. Melanchton stwierdził, że po raz pierwszy zrozumiał Szwajcarów i nie będzie już przeciwko nim pisał. Konsensus został jednak zaatakowany przez luterańskiego teologa Joachima Westphala i „stał się niewinną okazją do drugiej wojny sakramentalnej”, o której wspomniano w Formule zgody.
Konsensus został dobrze przyjęty w Anglii, chwalił go Martin Bucer oraz Peter Martyr Vermigli.
Kalwin odmawiał odpowiedzi na publikowane ataki, dopóki nie zaczęły one powodować napięcia w stosunkach między luteranami a kościołem reformowanym, w szczególności na twierdzenie Westphala, że osoby popierające dokument były sakramentarianami. Według Westphala w jego dziele Adversus cuiusdam sacramentarii falsam criminationem iusta defensio, in qua et eucharistiae causa agitur, Zwingli i Kalwin byli heretykami, ponieważ odrzucali pogląd o dosłownym spożywaniu ciała Chrystusa podczas Wieczerzy Pańskiej.